# 千葉県道242号浦安停車場線
千葉県道242号浦安停車場線（ちばけんどう242ごううらやすていしゃじょうせん）は千葉県浦安市猫実の千葉県道6号市川浦安線・千葉県道10号東京浦安線との交点である浦安駅前交差点を起点とし、浦安市美浜の千葉県道276号西浦安停車場線との交点である美浜交差点を終点とする一般県道である。 通称「やなぎ通り」、「シンボルロード」。

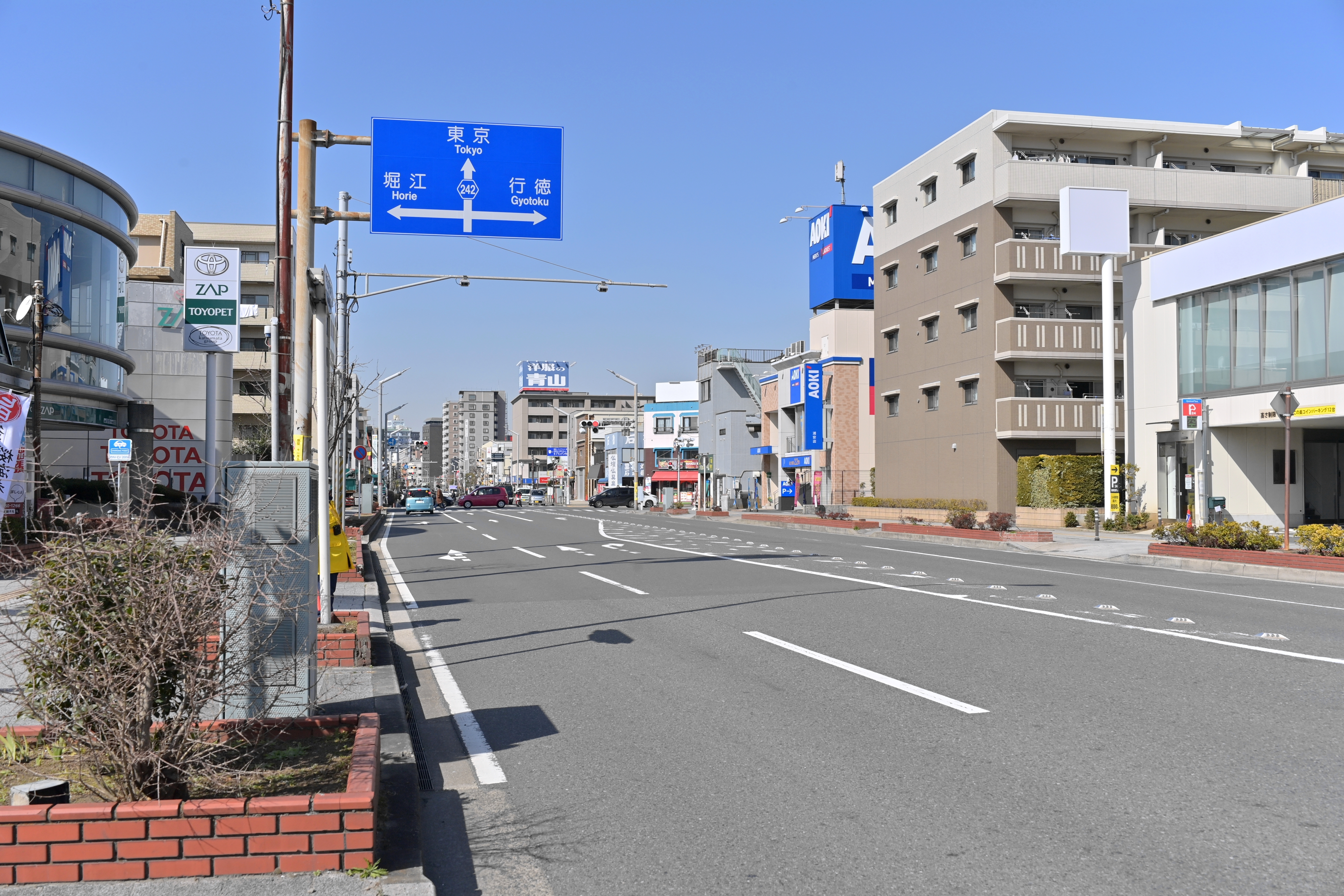
千葉県道242号浦安停車場線
千葉県浦安市猫実2丁目（2023年2月）

## 路線データ
- 起点：浦安市猫実（浦安駅前交差点）
- 終点：浦安市美浜（美浜交差点）
- 総延長：*.* km（葛南土木事務所管内：*.* km）
- 重用延長：*.* km（葛南土木事務所管内：*.* km）
- 実延長：2.480 km（葛南土木事務所管内：2.480 km[1]）

## 路線状況
- 浦安停車場線の交通量のデータとしては以下の通りになっている。

| 交通調査地点         | 昼間12時間自動車類交通量 | 昼間12時間自動車類交通量 | 昼間12時間自動車類交通量 | 24時間自動車類交通量 | 24時間自動車類交通量 | 24時間自動車類交通量 |
| 交通調査地点         | 小型車                   | 大型車                   | 合計                     | 小型車               | 大型車               | 合計                 |
| 浦安市猫実3丁目28-30 | 13,729台                 | 03,270台                 | 16,999台                 | 20,027台             | 04,452台             | 24,479台             |

昼夜率では9.7%。また幅員構成では道路部幅員25.80m、車道部幅員16.10m、車道幅員16.10m、歩道幅員は上りで4.50m、下りで5.20mとなっている（データはいずれも平成22年度時点）。

## 地理

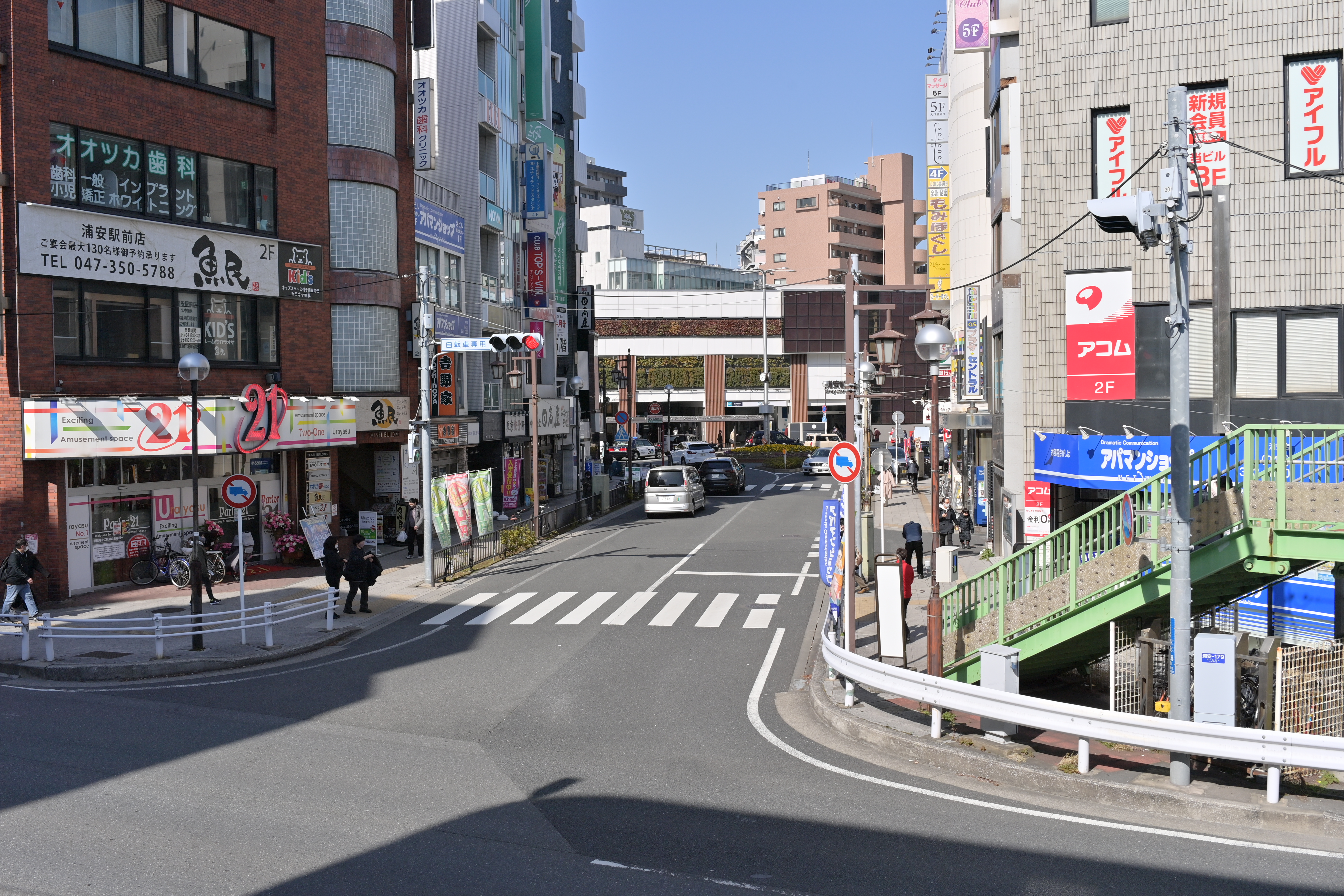
浦安市北栄1丁目の浦安駅南口前

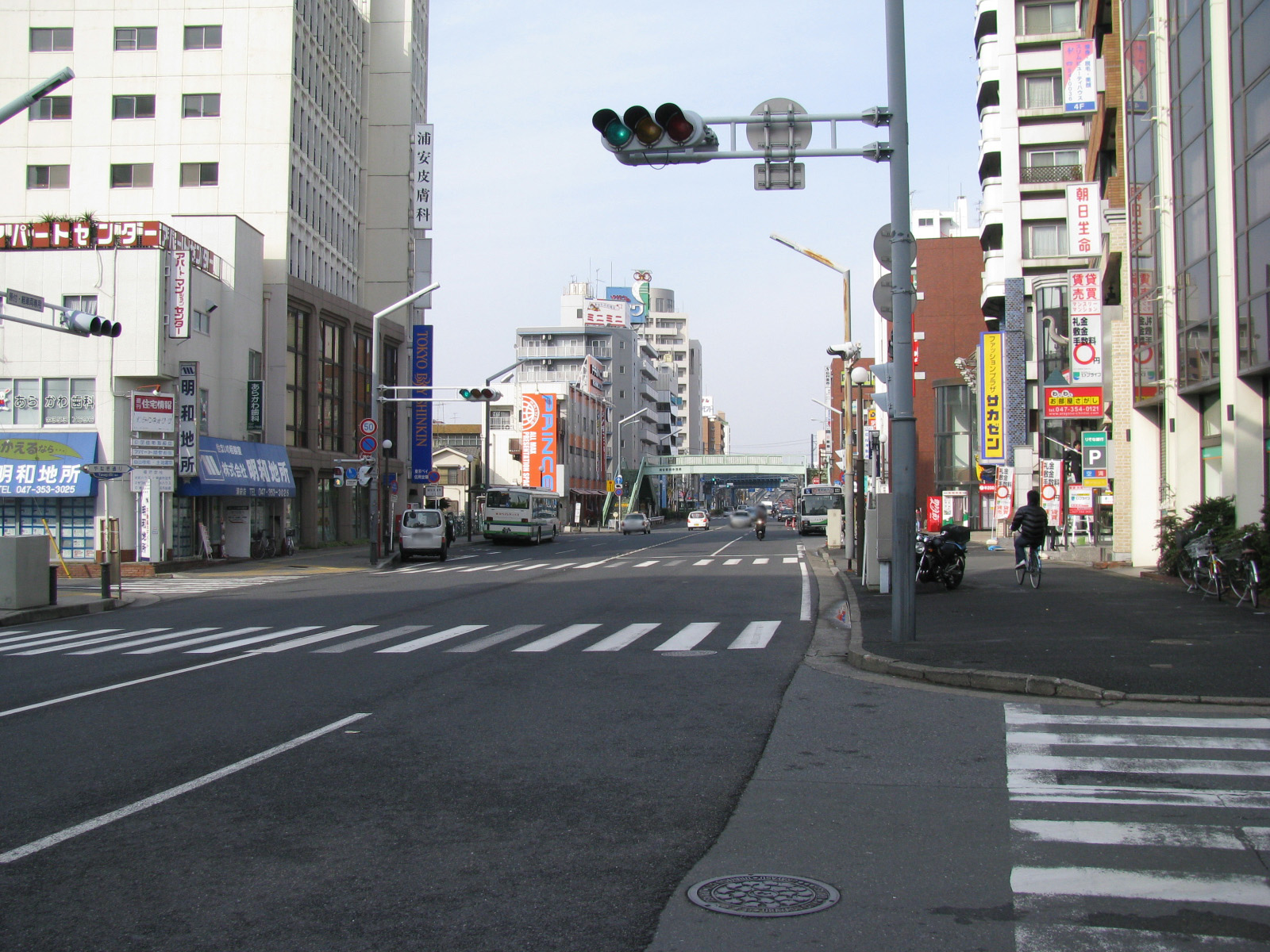
東京メトロ東西線浦安駅付近

### 通過する自治体
- 千葉県
  - 浦安市

### 交差するおもな道路
- 千葉県道6号市川浦安線・千葉県道10号東京浦安線（浦安市猫実：浦安駅前交差点、起点）
- 国道357号（浦安市海楽：浦安立体）
- 千葉県道276号西浦安停車場線（浦安市美浜：美浜交差点、終点）

### 沿線
- 東京メトロ浦安駅（浦安市北栄一丁目）
- 千葉銀行浦安支店（浦安市北栄一丁目）
- ダイエー浦安駅前店（浦安市北栄三丁目）
- 東京シティ信用金庫浦安支店（浦安市猫実三丁目）
- ジョーシンアウトレット浦安店（浦安市猫実一丁目）